# Pseudelydna tula
Pseudelydna tula är en fjärilsart som beskrevs av Embrik Strand 1917. Pseudelydna tula ingår i släktet Pseudelydna och familjen trågspinnare. Inga underarter finns listade i Catalogue of Life.